# Gan International Airport
Gan International Airport (dhivehi: ގަން އިންޓަނޭޝަނަލް އެއަރޕޯރޓް) är en flygplats i Maldiverna. Den ligger i administrativa atollen Seenu atoll, i den södra delen av landet. Gan International Airport ligger 1 meter över havet. Den ligger på ön Gan.
Terrängen runt Gan International Airport är mycket platt.  Närmaste större samhälle är Hithadhoo, 13,1 km nordväst om Gan International Airport. 